# Hazrat Sulton
Hazrat Sulton, Hazrati Sulton choʻqqisi – szczyt górski w pasmie Gór Hisarskich, na granicy między Uzbekistanem a Tadżykistanem. Wznosi się na wysokość 4643 m n.p.m. (według niektórych źródeł 4688 m) i jest to najwyższy szczyt Uzbekistanu. Przed uzyskaniem niepodległości przez Uzbekistan nosił nazwę Szczyt (Pik) im. XXII Zjazdu KPZR.